# Рёньи (Алье)
Рёньи́ (фр. Reugny) — коммуна во Франции, находится в регионе Овернь. Департамент коммуны — Алье. Входит в состав кантона Эриссон. Округ коммуны — Монлюсон.
Код INSEE коммуны — 03213.

## Население
Население коммуны на 2008 год составляло 263 человека.
| 1962 | 1968 | 1975 | 1982 | 1990 | 1999 | 2008 |
| ---- | ---- | ---- | ---- | ---- | ---- | ---- |
| 259  | 275  | 280  | 300  | 263  | 272  | 263  |

## Экономика
В 2007 году среди 155 человек в трудоспособном возрасте (15—64 лет) 116 были экономически активными, 39 — неактивными (показатель активности — 74,8 %, в 1999 году было 74,9 %). Из 116 активных работали 111 человек (60 мужчин и 51 женщина), безработных было 5 (1 мужчина и 4 женщины). Среди 39 неактивных 4 человека были учениками или студентами, 20 — пенсионерами, 15 были неактивными по другим причинам.

## Достопримечательности
- Церковь Сен-Мартен: романский неф, апсида XIII века, каменная Пьета XV века.
- Бывший монастырь Нотр-Дам: часовня XV века, четырёхугольная башня.